# К-295 «Самара»
К-295 «Самара» — російський багатоцільовий атомний підводний човен проєкту 971 «Щука-Б». Входить до складу Тихоокеанського флоту ВМС Росії. Прийнятий на озброєння 29 грудня 1995 року. Базується у бухті Крашениннікова в місті Вілючинськ на Камчатці.